# Hana (zenész)
Szano Hana (佐野はな; Tokió, 1986. május 16. –), művésznevén Hana (葉菜 vagy はな), japán zenész, multi-instrumentalista, a Gacharic Spin és a Dolls Boxx rockegyüttesek dobosa és énekese.

## Együttesei
- Precoci (1998–1999)
- 12. hitoe (2000–2003)
- Heian (2004–2006)
- Armeria (2005–2008)
- The Spade 13 (2007–2009)
- Gacharic Spin (2009– )
- Dolls Boxx (2012– )

## Filmszerepei

### Oktatófilmek
- Zettai hatakeru! Twin Pedal csó njúmon (2010, Atoss International, ISBN 9784904741344)